# Phrynichidae
Phrynichidae is een familie van de zweepspinnen (Amblypygi), onderorde Euamblypygi. De familie bestaat uit 36 nog levende soorten.

## Taxonomie
- Geslacht Damon - Koch, 1850
  - Damon annulatipes - (Wood, 1869)
  - Damon brachialis - Weygoldt, 1999
  - Damon diadema - (Simon, 1876)
  - Damon gracilis - Weygoldt, 1998
  - Damon johnsonii - (Pocock, 1894)
  - Damon longispinatus - Weygoldt, 1998
  - Damon medius - (Herbst, in Lichtenstein & Herbst 1797)
  - Damon tibialis - (Simon, 1876)
  - Damon uncinatus - Weygoldt, 1999
  - Damon variegatus - (Perty, 1834)
- Geslacht Euphrynichus - Weygoldt, 1995
  - Euphrynichus amanica - (Werner, 1916)
  - Euphrynichus bacillifer - (Gerstaecker, 1873)
- Geslacht Musicodamon - Fage, 1939
  - Musicodamon atlanticus - Fage, 1939
- Geslacht Phrynichodamon - Weygoldt, 1996
  - Phrynichodamon scullyi - (Purcell, 1902)
- Geslacht Phrynichus - Karsch, 1879
  - Phrynichus brevispinatus - Weygoldt, 1998
  - Phrynichus ceylonicus - (C.L.Koch, 1843)
  - Phrynichus deflersi - Simon, 1887
  - Phrynichus dhofarensis - Weygoldt, Pohl & Polak, 2002
  - Phrynichus exophthalmus - Whittick, 1940
  - Phrynichus gaucheri - Weygoldt, 1998
  - Phrynichus heurtaultae - Weygoldt, Pohl & Polak, 2002
  - Phrynichus jayakari - Pocock, 1894
  - Phrynichus longespina - (Simon, 1936)
  - Phrynichus lunatus - (Pallas, 1772)
  - Phrynichus madagascariensis - Weygoldt, 1998
  - Phrynichus nigrimanus - (C.L.Koch, 1847)
  - Phrynichus orientalis - Weygoldt, 1998
  - Phrynichus phipsoni - Pocock, 1894
  - Phrynichus pusillus - Pocock, 1894
  - Phrynichus reniformis - (Linnaeus, 1758)
  - Phrynichus scaber - (Gervais, 1844)
  - Phrynichus spinitarsus - Weygoldt, 1998
- Geslacht Trichodamon - Mello-Leitão, 1935
  - Trichodamon froesi - Mello-Leitao, 1940
  - Trichodamon princeps - Mello-Leitao, 1935
  - Trichodamon pusillus - Mello-Leitao, 1936
- Geslacht Xerophrynus - Weygoldt, 1996
  - Xerophrynus machadoi - (Fage, 1951)